# Marta Orellana
Marta Elena Orellana (ur. 29 grudnia 1973 w San Juan) – argentyńska lekkoatletka specjalizująca się w biegach średniodystansowych. Mistrzyni Ameryki Południowej, złota medalistka mistrzostw ibero-amerykańskich i igrzysk Ameryki Południowej, medalistka igrzysk panamerykańskich, olimpijka z Atlanty.

## Przebieg kariery
W 1991 została dwukrotną medalistką mistrzostw Ameryki Południowej do lat 20 – zdobyła srebrny medal w konkurencji biegu na 1500 m i brązowy w konkurencji biegu na 800 m. Trzy lata później otrzymała dwa medale igrzysk Ameryki Południowej, złoty w konkurencji biegu na 1500 m oraz brązowy w konkurencji biegu na 800 m, jak również brązowy medal mistrzostw ibero-amerykańskich. W 1995 wywalczyła jedyny w karierze brązowy medal igrzysk panamerykańskich (w biegu na 1500 m). Zdobyła trzy medale rozgrywanych w Manaus mistrzostw Ameryki Południowej, w tym złoto w konkurencji biegu na 1500 m. Uczestniczyła w mistrzostwach ibero-amerykańskich, na których otrzymała złoty i brązowy medal.
Reprezentowała swój kraj na letnich igrzyskach olimpijskich w Atlancie. Startowała w konkurencji biegu na 800 m, ale odpadła w eliminacjach, zajmując w swej kolejce 6. pozycję z czasem 2:04,99 i wyprzedzając jedynie Diane Modahl.

## Rekordy życiowe
- bieg na 800 m – 2:02,88 (24 marca 1995, Mar del Plata)
- bieg na 1500 m – 4:15,50 (9 marca 1996, Buenos Aires)

Źródło: 